# BIRC3
پروتئین شمارهٔ ۳ باکولوویرال حاوی توالی IAP (انگلیسی: Baculoviral IAP repeat-containing protein 3) که به اختصار «BIRC3» نامیده شده و با نام «cIAP2» هم شناخته می‌شود، یک پروتئین است که در انسان، توسط ژن «BIRC3» کُد می‌شود.
این پروتئین یکی از بازدارنده‌های آپوپتوز است که کارشان، جلوگیری از آپوپتوز است و کارش را از طریقِ تداخل در عملکردِ کاسپازها انجام می‌دهند.
نکتهٔ مهم آنکه، این پروتئین قادر نیست آپوپتوز ناشی از منادیون (یکی از محرک‌های قویِ تولیدِ رادیکال‌های آزاد) را مهار کند.